# Nous ne vieillirons pas ensemble
Pour plus de détails, voir Fiche technique et Distribution.
Nous ne vieillirons pas ensemble est un film franco-italien réalisé par Maurice Pialat, sorti en 1972. Le film est une adaptation du roman éponyme de Maurice Pialat, publié la même année.
Si l'on met à part la série télévisée La Maison des bois, Nous ne vieillirons pas ensemble est le deuxième long-métrage de Maurice Pialat.

## Synopsis
Jean, qui est réalisateur, vit avec sa femme Françoise, mais depuis plusieurs années, il réside le plus souvent chez sa maîtresse Catherine (Colette, dans le livre). Pour des raisons professionnelles (tournage d’un film), Jean propose à Catherine de l’accompagner en Camargue, afin qu’elle assure la prise de son. La conduite de Jean est odieuse et après une scène inqualifiable, ils se réconcilient cependant, avant de rentrer à Paris. Ainsi commence un cycle invivable de disputes suivies de réconciliations. Elle s’enfuit en province, chez sa grand-mère, mais ne pouvant vivre sans elle, il la rejoint. Alors qu’il s’attache de plus en plus, elle prend un chemin opposé qui lui fait refuser tout ce qu’elle acceptait jusqu’à maintenant. La rupture intervient peu après qu’il lui propose de se marier. Catherine a décidé d’épouser un autre homme. Une dernière entrevue lui donne quelques explications.

## Fiche technique
- Titre : Nous ne vieillirons pas ensemble
- Réalisation : Maurice Pialat
- Scénario : Maurice Pialat (d’après son propre livre)
- Photographie : Luciano Tovoli
- Musique : Extraits de La Création de Joseph Haydn
- Son : Claude Jauvert
- Montage : Arlette Langmann, Bernard Dubois
- Pays d'origine :  France /  Italie
- Producteur : Maurice Pialat
- Producteur associé : Jacques Dorfmann
- Producteur délégué : Jean-Pierre Rassam
- Distributeur d'origine : Les Films Corona
- Sociétés de production : Lido Films (Paris) - Empire Films (Rome)
- Genre : drame psychologique
- Format : couleur (Eastmancolor) - 1.66:1 - Son monophonique - 35 mm
- Durée : 106 minutes
- Dates de sortie :
  - France : 3 mai 1972
  - Italie : 7 septembre 1972
- Affiche : René Ferracci (France)

## Distribution
- Marlène Jobert : Catherine
- Jean Yanne : Jean
- Macha Méril : Françoise
- Christine Fabréga : La mère de Catherine
- Jacques Galland : Le père de Catherine
- Muse Dalbray : La grand-mère de Catherine
- Patricia Piérangeli : Annie
- Maurice Risch : Michel
- Harry-Max : Le père de Jean
- Jean-Pierre Rassam : Un guitariste dans le restaurant

## Analyse

### Aspect autobiographique
Maurice Pialat en a revendiqué le caractère autobiographique. Le personnage de Jean, interprété par Jean Yanne, est en grande partie lui (y compris physiquement), jusque dans ses côtés extrêmes : un caractère difficile, voire odieux, capable de tendresse.

## Distinction
Jean Yanne a été récompensé au festival de Cannes de 1972 par le prix d'interprétation masculine du Festival de Cannes. Il était en voyage en Israël avec Nicole Calfan au moment de la remise de la récompense. Les rapports de Maurice Pialat et de Jean Yanne avaient été exécrables pendant le tournage, d'autant que la femme de l'acteur était en train de mourir[pas clair].

## Réception

### Commercial
C'est la seconde meilleure réussite du réalisateur sur le plan commercial, avec 1 727 871 spectateurs en salles à la sortie (JP's Box Office. 10.2021)[réf. souhaitée].

## Procédure pour contrefaçon
Anne Caprile, auteure sous le pseudonyme d'Antony Capa de la pièce « Les Guss » qu'elle interprète en 1970 au Théâtre du Vieux-Colombier avec pour partenaire Roger Hanin dans une mise en scène de Roberto Rossellini, intente en 1972 un procès pour contrefaçon à l'encontre du réalisateur Maurice Pialat à la sortie de « Nous ne vieillirons pas ensemble », le film présentant de nombreuses similitudes avec la pièce.
Anne Caprile gagne en première instance le 18 janvier 1979, le tribunal reconnaissant dans le scénario du film une quinzaine de similitudes constitutives de plagiat et de contrefaçon partielle avec la pièce . Il condamne Maurice Pialat à verser à Anne Caprile la somme de 80 000 francs à titre de dommages-intérêts, mais met hors de cause Jean-Pierre Rassam, producteur délégué du film. Maurice Pialat fait appel de ce jugement le 22 septembre 1980. La cour d'appel considère que c'est à tort que le tribunal a retenu les similitudes relevées comme constituant l'indice d'une contrefaçon, et décharge Maurice Pialat des condamnations prononcées contre lui : 

« si, effectivement, on peut penser que M. Pialat s'est inspiré à cet égard de l'œuvre de Madame Caprile, et a transposé la scène de violence dans son propre film, il n'en reste pas moins que cette transposition s'est faite dans des conditions telles que la scène relatée par M. Pialat est différente de celle de la pièce de théâtre. »

Anne Caprile se pourvoit en cassation, mais la première chambre civile de la Cour de cassation la déboute le 17 mars 1982 et la condamne aux dépens envers Maurice Pialat.